# Wielki pożar Smyrny

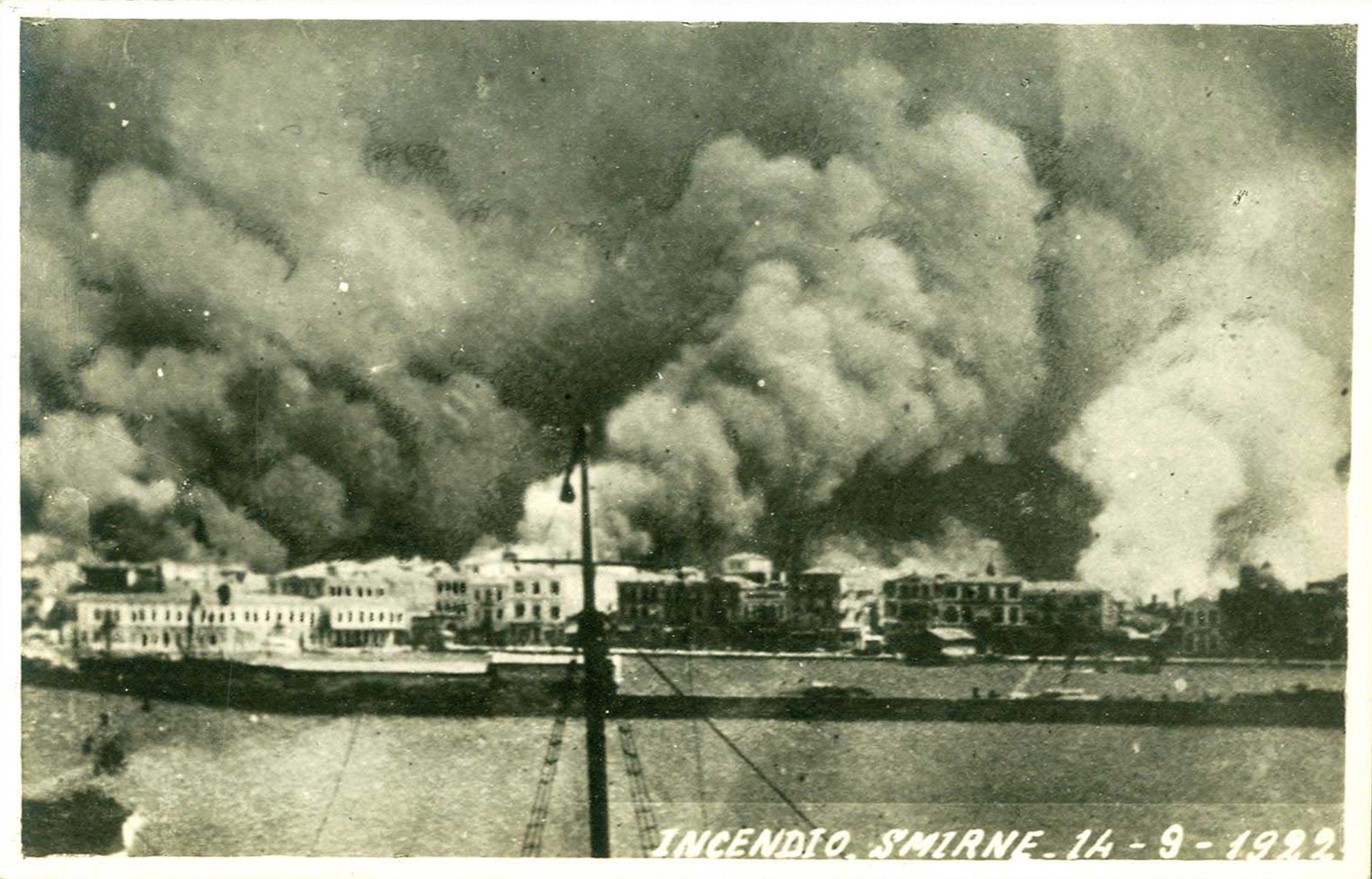
Wielki pożar Smyrny, 14 września 1922 roku

Wielki pożar Smyrny (w historiografii greckiej Katastrofa Smyrny, gr: Καταστροφή της Σμύρνης, tur: Büyük İzmir Yangını) – pożar, który w dniach 13–17 września 1922 zniszczył całkowicie dzielnice chrześcijańskie (grecką, francuską i ormiańską), nie wyrządzając równocześnie żadnych strat w kwartałach żydowskim i tureckim, portowego miasta Smyrna (Izmir) we wrześniu 1922 roku, pozostając jednym z największych pożarów w czasach nowożytnych. Wydarzenie to zakończyło wojnę grecko-turecką lat 1919–1922, ostatecznie przypieczętowując klęskę armii greckiej i planów aneksji terenów Azji Mniejszej zamieszkiwanych od 2500 lat przez prawosławnych Greków (Wielka Idea). Spaleniu miasta towarzyszyła masakra jego chrześcijańskich mieszkańców (głównie Greków i Ormian), dokonana przez wojska tureckie.
W ocenie autorów greckich i wielu zagranicznych pożar rozmyślnie spowodowali Turcy. Zdaniem przedstawicieli ówczesnej administracji tureckiej, wspartych opinią wyższych urzędników brytyjskich, pożarowi winni byli Ormianie, bądź Grecy, występujący w przebraniu tureckich żołnierzy. Jeszcze w trakcie trwającego pożaru,  rozpoczęła się deportacja dorosłych mężczyzn – greckich mieszkańców miasta. Rozkaz kilkakrotnie ponawiano, ze skutkiem śmiertelnym dla większości deportowanych. Pozostałej części greckiej ludności zezwolono na emigrację do Grecji.

## Okoliczności wydarzenia
Po klęsce Imperium osmańskiego w wyniku I wojny światowej rząd grecki dostrzegł możliwość uzyskania od niego szerokich ustępstw terytorialnych, a tym samym zaanektowania obszarów Turcji zamieszkiwanych częściowo przez ludność grecką (Pont, Jonia, Tracja, Konstantynopol). Plan ten wpisywał się w realizację planu budowy Wielkiej Grecji, obecnego w polityce tego kraju od odzyskania przezeń niepodległości (Wielka Idea). Dodatkowym czynnikiem, jaki skłonił rząd grecki do zbrojnej interwencji w Turcji, było znaczne pogorszenie się sytuacji Greków w tym kraju po zwycięstwie ruchu młodotureckiego. Greckie plany ekspansji w Azji Mniejszej zostały przedstawione europejskim mocarstwom i zyskały ich poparcie. Szczególnie silnie za interwencją opowiadała się Wielka Brytania. W początkowej fazie wojny grecko-tureckiej armia grecka otrzymywała wsparcie ze strony mocarstw.
Po początkowych sukcesach greckich 10 sierpnia 1920 sułtanat podpisał traktat (nie został on ratyfikowany przez Turcję), w którym zrzekł się na rzecz Grecji Tracji Wschodniej, aż do linii rzeki Chatalja. Turcja zrzekła się również na rzecz Grecji praw do wysp Imbros i Tenedos, zachowując Konstantynopol, morze Marmara i wąski pas europejskiego terenu na zachód od Konstantynopola. Cieśnina Bosfor miała być zdemilitaryzowana i administrowana przez Międzynarodową Komisję. Okręg Smyrny miał pozostać pod nominalną zależnością sułtana, jednak pod własną flagą i z własnym lokalnym parlamentem. Po pięciu latach mieszkańcy Smyrny mieli zadecydować w plebiscycie nadzorowanym przez Ligę Narodów o ewentualnym przyłączeniu do Grecji. Armia grecka z Izmiru i Bursy podjęła marsz w głąb Anatolii i weszła do Tracji wschodniej. Wejście armii na tereny, gdzie ludność grecka była nieobecna, jak również znaczne wydłużenie linii frontu i linii zaopatrzeniowych doprowadziły do wygranej wojsk tureckich w dwóch bitwach pod Inönü (w styczniu i marcu 1921). W tej fazie konfliktu wszyscy sprzymierzeni oficjalnie deklarowali neutralność, jednak de facto rządy włoski i francuski zaangażowały się w uzbrajanie Turków przeciwko Grekom.
Ostatnia wielka ofensywa grecka, podjęta w czerwcu 1921, załamała się po walkach nad Sakaryą (23 sierpnia - 13 września 1921). Po klęsce pod Dumlupinar z 30 sierpnia 1922, gdzie do niewoli dostało się całe dowództwo greckie, armia grecka podjęła bezładny odwrót w kierunku zachodnim. Razem z wojskami uciekała grecka cywilna ludność Azji Mniejszej.

## Zdobycie Smyrny przez Turków

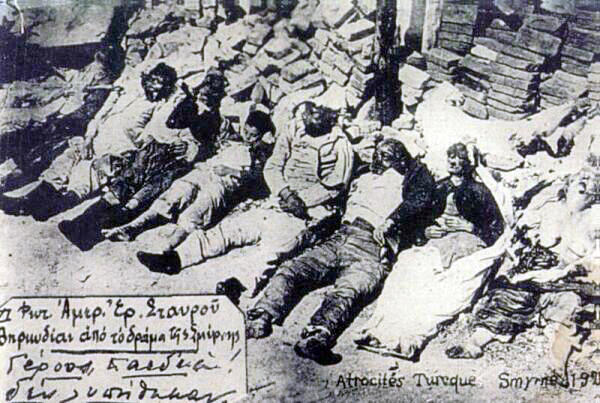
Greckie ofiary masakry w Smyrnie

Przed 1922 Smyrna (Izmir) była wielonarodowym miastem, zamieszkiwanym przez Greków, Ormian, Żydów, Turków oraz „lewantyńczyków” – zamożne rodziny wywodzące się z innych krajów europejskich. Przewaga chrześcijan wśród mieszkańców Smyrny sprawiała, że Turcy określali miasto mianem „niewierny Izmir”. Według K. Fleming społeczność grecka w Smyrnie była dwa razy liczniejsza niż turecka i liczyła 150 tys. osób.
Ostatnie oddziały regularnej armii greckiej opuściły Smyrnę 3 września 1922. Tymczasem armia turecka, zbliżająca się błyskawicznie do miasta, była realnym zagrożeniem dla ludności, z czego zdawał sobie sprawę głównodowodzący wojskami tureckimi Mustafa Kemal Pasza. Wydał on pośpiesznie rozkaz, na mocy którego, każdy żołnierz, który zabije osobę cywilną, poniesie śmierć. W ten sposób starał się zapobiec zniszczeniu miasta i uchronić ludność przed odwetem armii tureckiej. Ulotka z tym rozkazem została rozpowszechniona w języku greckim. Zaznaczył też, że rząd w Ankarze nie może być odpowiedzialny za ewentualną masakrę mieszkańców.
Zabiegi Mustafy Kemala zostały zignorowane. 9 września oddziały tureckiej kawalerii pod wodzą Nureddina Paszy, dzięki nagłemu manewrowi, weszły do Izmiru. Nureddin Pasza wydał rozkaz eksterminacji ludności chrześcijańskiej miasta. W dzielnicach zamieszkanych przez Greków i Ormian rozpoczęła się rzeź. Jej ofiarą padło co najmniej 30 tys. osób, podawane są również liczby 50 tys. czy nawet 125 tys. zabitych.

## Pożar

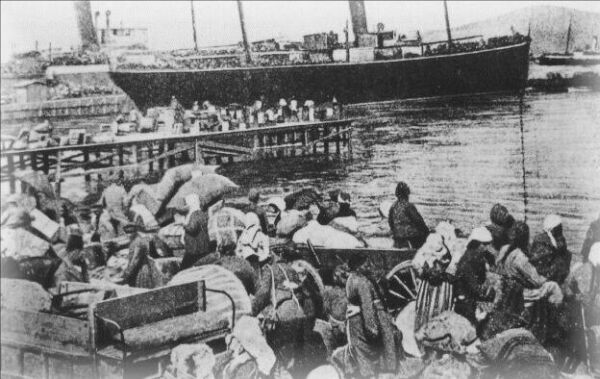
Greccy uchodźcy ze Smyrny oczekują w porcie na ewakuację

Pożar wybuchł w dzielnicy ormiańskiej 13 września 1922, po czym błyskawicznie rozprzestrzenił się po mieście. Dotknął jednak jedynie dzielnice grecką i ormiańską, podczas gdy kwartały żydowski i turecki nie poniosły strat. Szczegółowy przebieg wydarzeń w Smyrnie znany jest przede wszystkim z relacji naocznych świadków. Brytyjski porucznik Merrill pisał, że rankiem 14 września w ogniu stała już większa część miasta. Mieszkańcy niszczonych dzielnic usiłowali ratować się, uciekając drogą morską i w panice zbierali się na bulwarze, usiłując dostać się do łodzi. W porcie stało 21 okrętów alianckich, które jednak odmawiały przyjmowania uchodźców, powołując się na swoją neutralność w konflikcie grecko-tureckim.
Historiografia grecka jednoznacznie uznaje Turków za sprawców podłożenia ognia w Smyrnie. Pogląd ten popierają również Richard Clogg (brytyjski historyk Grecji) oraz polscy autorzy syntezy dziejów Grecji. Dowodem sprawstwa tureckiego mają być relacje świadków, mówiących o tureckich żołnierzach polewających budynki Smyrny substancjami łatwopalnymi. Relacje takie zebrał m.in. Giles Milton w swojej pracy Paradise Lost.
W pracach tureckich dominuje przekonanie o wywołaniu pożaru przez Ormian, którzy mieliby dokonać tego w porozumieniu z uchodzącą armią grecką (plotki o greckich zamiarach zniszczenia miasta przed ostatecznym wycofaniem się z niego krążyły w Smyrnie jeszcze przed 9 września) lub z własnej inicjatywy. Turcy oskarżyli Ormian o podłożenie ognia jeszcze w trakcie pożaru. Merrill wspominał, że został poinformowany przez oficerów tureckich o schwytaniu 22 mężczyzn tej narodowości, którzy mieli przyznać się do opisywanego czynu. Nigdy jednak nie spotkał się z nimi osobiście.
Od 50 tys. do 400 tys. Greków i Ormian zostało zmuszonych do ewakuacji z płonącego miasta drogą morską. Zorganizowana ewakuacja rozpoczęła się 24 września pod kierunkiem brytyjskiego kapitana Hepburna we współpracy z władzami tureckimi, kiedy pierwszy grecki statek pod nadzorem aliantów wpłynął do portu w Smyrnie. Marynarze brytyjscy i amerykańscy z trudem utrzymywali porządek wśród oczekujących na ewakuację tysięcy Greków. Część oczekujących na ewakuację utonęła rzucając się w panice do morza.
15 września 1922 ogień osłabł, jednak nadal dochodziło do ataków na Greków ze strony Turków.
Jednym z tysięcy Greków, przebywających w oblężonym mieście, był późniejszy multimilioner Aristotelis Onasis.